# Vidikon
Vidikon je vrsta cijevi za snimanje. Bitan je dio televizijske kamere kojim se optičke slike pretvaraju u električni signal.

## Također pogledajte
- ikonoskop
- ortikon
- satikon